# Liste der Kulturdenkmäler in Neu-Anspach
Die folgende Liste enthält die in der Denkmaltopographie ausgewiesenen Kulturdenkmäler auf dem Gebiet  der  Stadt Neu-Anspach, Hochtaunuskreis, Hessen.
Hinweis: Die Reihenfolge der Denkmäler in dieser Liste orientiert sich zunächst an Stadtteilen und anschließend der Anschrift, alternativ ist sie auch nach der Bezeichnung, der vom Landesamt für Denkmalpflege vergebenen Nummer oder der Bauzeit sortierbar.
Kulturdenkmäler werden fortlaufend im Denkmalverzeichnis des Landes Hessen durch das Landesamt für Denkmalpflege Hessen auf Basis des Hessischen Denkmalschutzgesetzes (HDSchG) geführt. Die Schutzwürdigkeit eines Kulturdenkmals hängt nicht von der Eintragung in das Denkmalverzeichnis des Landes Hessen oder der Veröffentlichung in der Denkmaltopographie ab.

Das Vorhandensein oder Fehlen eines Objekts in dieser Liste ist keine rechtsverbindliche Auskunft darüber, ob es Kulturdenkmal ist oder nicht: Diese Liste entspricht möglicherweise nicht dem aktuellen Stand der offiziellen Denkmaltopographie. Diese ist für Hessen in den entsprechenden Bänden der Denkmaltopographie Bundesrepublik Deutschland und im Internet unter DenkXweb – Kulturdenkmäler in Hessen einsehbar. Auch diese Quellen sind, obwohl sie durch das Landesamt für Denkmalpflege Hessen aktualisiert werden, nicht immer aktuell, da es im Denkmalbestand immer wieder Änderungen gibt.
Eine verbindliche Auskunft erteilt allein das Landesamt für Denkmalpflege Hessen.
Nutze diese Kartenansicht, um Koordinaten in der Liste zu setzen. In dieser Kartenansicht sind Kulturdenkmale ohne Koordinaten mit einem roten bzw. orangen Marker dargestellt und können in der Karte gesetzt werden. Kulturdenkmale ohne Bild sind mit einem blauen bzw. roten Marker gekennzeichnet, Kulturdenkmale mit Bild mit einem grünen bzw. orangen Marker.

## Anspach
| Bild             | Bezeichnung                      | Lage | Beschreibung | Bauzeit         | Objekt-Nr. |
| ---------------- | -------------------------------- | --- | --- | --------------- | ---------- |
| Bild gesucht BW  | Gesamtanlage Alt-Anspach         | Anspach Lage | Kleine Pfarrgasse 1,2,3,5; Langgasse 4,6,8,10,12; Pfarrgasse 2,3,4,5,6,7,8,9,10,11,12,13,14; Usastraße 13,15,17,19,21,23,25,28,30/32,34,36,38,42,44 |                 | 100276 DDB |
| Backhausgasse 7  | Verputzes Fachwerkhaus           | Anspach, Backhausgasse 7 LageFlur: 16, Flurstück: 228                                                                                   | |                 | 100277 DDB |
| weitere Bilder   | Fachwerkwohnhaus                 | Anspach, Backhausgasse 10 LageFlur: 16, Flurstück: 243                                                                                  | |                 | 100278 DDB |
| Backhausgasse 30 | Wohnhaus                         | Anspach, Backhausgasse 30 LageFlur: 16, Flurstück: 261/2                                                                                | |                 | 100279 DDB |
| weitere Bilder   | Ehrenmal                         | Anspach, Friedhofsweg LageFlur: 17, Flurstück: 97/3                                                                                     | |                 | 738371 DDB |
| weitere Bilder   | Evangelische Kirche              | Anspach, Langgasse 9 LageFlur: 16, Flurstück: 116/4                                                                                     | |                 | 100286 DDB |
| weitere Bilder   | Wohnhaus                         | Anspach, Langgasse 10 LageFlur: 16, Flurstück: 152/1                                                                                    | | 18. Jahrhundert | 100280 DDB |
| weitere Bilder   | Ehemalige Synagoge               | Anspach, Neue Pforte 4 LageFlur: 14, Flurstück: 70                                                                                      | |                 | 100765 DDB |
| weitere Bilder   | Eisenbahnbrücke                  | Anspach, Obere Us, Bahnhofstraße (L3270), Eisenbahn, Taunusbahn, Usbach LageFlur: 6, Flurstück: 3/13, 3/2, 3/3, 3/4, 3/5, 3/6, 3/7, 3/8 | | 1894            | 775352 DDB |
| weitere Bilder   | Wohnhaus                         | Anspach, Pfarrgasse 2 LageFlur: 16, Flurstück: 157/1                                                                                    | |                 | 100282 DDB |
| weitere Bilder   | Ev. Pfarrhaus                    | Anspach, Pfarrgasse 3 LageFlur: 17, Flurstück: 21/2                                                                                     | | 18. Jahrhundert | 100283 DDB |
| weitere Bilder   | Wohnhaus einer Hofreite          | Anspach, Pfarrgasse 5 LageFlur: 17, Flurstück: 20                                                                                       | | um 1700         | 100284 DDB |
| weitere Bilder   | Gusseiserner Brunnen             | Anspach, Saalburgstraße LageFlur: 17, Flurstück: 61/8                                                                                   | |                 | 100761 DDB |
| weitere Bilder   | Alte Schule Anspach              | Anspach, Schulstraße 1 LageFlur: 17, Flurstück: 34/4                                                                                    | |                 | 100763 DDB |
| weitere Bilder   | Neues Schulhaus der alten Schule | Anspach, Schulstraße 3 LageFlur: 17, Flurstück: 34/5                                                                                    | | 1906            | 100764 DDB |
| Usastraße 5      | Wohnhaus                         | Anspach, Usastraße 5 LageFlur: 16, Flurstück: 86/3                                                                                      | | um 1700         | 100285 DDB |
| weitere Bilder   | Wohnhaus und Scheune             | Anspach, Usastraße 15 LageFlur: 16, Flurstück: 155                                                                                      | | um 1700         | 100287 DDB |

## Hausen-Arnsbach
| Bild           | Bezeichnung         | Lage                                                         | Beschreibung | Bauzeit | Objekt-Nr. |
| -------------- | ------------------- | ------------------------------------------------------------ | ------------ | ------- | ---------- |
| Hauptstraße 15 | Hofanlage           | Hausen-Arnsbach, Hauptstraße 15 LageFlur: 13, Flurstück: 24  |              |         | 100289 DDB |
| weitere Bilder | Ehrenmal            | Hausen-Arnsbach, Hauptstraße 45 LageFlur: 14, Flurstück: 88  |              | 1921    | 100767 DDB |
| weitere Bilder | Fachwerkwohnhaus    | Hausen-Arnsbach, Hauptstraße 49 LageFlur: 14, Flurstück: 90  |              |         | 100290 DDB |
| weitere Bilder | Evangelische Kirche | Hausen-Arnsbach, Hauptstraße 59 LageFlur: 14, Flurstück: 96  |              |         | 100291 DDB |
| weitere Bilder | Neue Schule         | Hausen-Arnsbach, Hauptstraße 68 LageFlur: 14, Flurstück: 2/7 |              |         | 100292 DDB |
| Alte Schule    | Alte Schule         | Hausen-Arnsbach, Hauptstraße 70 LageFlur: 14, Flurstück: 2/6 |              |         | 100293 DDB |
| weitere Bilder | Eisenbahnbrücke     | Hausen-Arnsbach, Taunusbahn LageFlur: 10, Flurstück: 31/2    |              | 1894    | 745897 DDB |

## Rod am Berg
| Bild                               | Bezeichnung                        | Lage                                                                     | Beschreibung                                                    | Bauzeit | Objekt-Nr. |
| ---------------------------------- | ---------------------------------- | ------------------------------------------------------------------------ | --------------------------------------------------------------- | ------- | ---------- |
| Bild gesucht BW                    | Gesamtanlage Rod am Berg           | Rod am Berg Lage                                                         | Höhenstraße 27,29,30,30a,32,34,36,38,38a,40,40a,40b,42,44,46,48 |         | 100294 DDB |
| Kriegerdenkmal                     | Ehrenmal                           | Rod am Berg, Hainfeld LageFlur: 3, Flurstück: 55/1                       |                                                                 |         | 100768 DDB |
| Höhenstraße 19                     | Verputzes Fachwerkhaus             | Rod am Berg, Höhenstraße 19 LageFlur: 4, Flurstück: 38/2                 |                                                                 |         | 100295 DDB |
| Fachwerkwohnhaus                   | Fachwerkwohnhaus                   | Rod am Berg, Höhenstraße 34 LageFlur: 4, Flurstück: 70                   |                                                                 |         | 100770 DDB |
| Evangelisches Pfarrhaus            | Evangelisches Pfarrhaus            | Rod am Berg, Höhenstraße 35 LageFlur: 4, Flurstück: 122                  |                                                                 |         | 100296 DDB |
| Hofanlage aus mehreren Wohnhäusern | Hofanlage aus mehreren Wohnhäusern | Rod am Berg, Höhenstraße 40, 40b, 40a LageFlur: 4, Flurstück: 62/6, 62/7 |                                                                 |         | 100299 DDB |
| Evangelische Kirche mit Kirchhof   | Evangelische Kirche mit Kirchhof   | Rod am Berg, Höhenstraße 46 LageFlur: 4, Flurstück: 47                   |                                                                 |         | 100297 DDB |
| weitere Bilder                     | Hofanlage                          | Rod am Berg, Höhenstraße 48 LageFlur: 4, Flurstück: 48                   |                                                                 |         | 100298 DDB |
| Fachwerkwohnhaus einer Hofreite    | Fachwerkwohnhaus einer Hofreite    | Rod am Berg, Ringstraße 9 LageFlur: 4, Flurstück: 29                     |                                                                 |         | 100300 DDB |

## Westerfeld
| Bild                           | Bezeichnung                   | Lage                                                        | Beschreibung | Bauzeit | Objekt-Nr. |
| ------------------------------ | ----------------------------- | ----------------------------------------------------------- | ------------ | ------- | ---------- |
| weitere Bilder                 | Fachwerkwohnhaus              | Westerfeld, In der Burg 4 LageFlur: 5, Flurstück: 173       |              |         | 100302 DDB |
| Evangelische Kirche Westerfeld | Evangelische Kirche           | Westerfeld, Kirchberg 1 LageFlur: 5, Flurstück: 181         |              | 1720    | 100303 DDB |
| weitere Bilder                 | Ehrenmal                      | Westerfeld, Reifertsberg LageFlur: 3, Flurstück: 53/1       |              |         | 100769 DDB |
| weitere Bilder                 | Bassenheimer Hof              | Westerfeld, Usinger Straße 2 LageFlur: 5, Flurstück: 65/1   |              |         | 100304 DDB |
| weitere Bilder                 | Hofreite                      | Westerfeld, Usinger Straße 21 LageFlur: 5, Flurstück: 46    |              |         | 100305 DDB |
| Usinger Straße 51              | Evangelisches Gemeindezentrum | Westerfeld, Usinger Straße 51 LageFlur: 5, Flurstück: 292/2 |              |         | 100306 DDB |